# Algorithmus von Hopcroft und Karp
Der Algorithmus von Hopcroft und Karp (1973 von John E. Hopcroft und Richard M. Karp entwickelt) dient in der Graphentheorie zur Bestimmung eines Matchings mit maximaler Kardinalität in einem bipartiten Graphen. Er geht von einem Matching aus, das keine Kanten enthält, und konstruiert dazu alternierende Pfade zwischen noch ungepaarten Knoten. Jeder solche Pfad liefert eine Vergrößerung (Augmentierung) des Matchings um eine Kante.

## Augmentierende Pfade
Ist zu einem Graphen mit Kantenmenge {\displaystyle E} ein Matching {\displaystyle M\subset E} gegeben, so betrachten wir zusammenhängende Teilgraphen, die Bäume sind, also keinen Zyklus enthalten und die bestehen aus
- einem ungepaarten Knoten als Wurzel,
- gepaarten Knoten, die sich von der Wurzel aus innerhalb des Baumes erreichen lassen auf alternierenden Pfaden gerader Kantenzahl. Alternierend heißt, dass die Kanten des Pfades abwechselnd zu {\displaystyle M} gehören und nicht zu {\displaystyle M} gehören. Diese Knoten haben also geraden Abstand von der Wurzel.
- allen Knoten und Kanten entlang der alternierenden Pfade. Dadurch kommen auch Knoten hinzu, die ungeraden Abstand von der Wurzel haben.

Eine Vereinigungsmenge solcher Bäume, die keine gemeinsamen Knoten haben, heißt Wald.
Wenn Knoten {\displaystyle x} und {\displaystyle y} aus zwei verschiedenen Bäumen des Waldes, die jeweils geraden Abstand von ihrer Wurzel haben, durch die Kante {\displaystyle xy\in E} verbunden sind, so kann diese Kante nicht zu {\displaystyle M} gehören, denn die Knoten sind ja schon durch je eine andere Kante innerhalb des Baumes gepaart, es sei denn, es handelt sich um die Wurzel, die sowieso ungepaart ist. Der Pfad mit Kantenmenge {\displaystyle P} von der Wurzel des einen Baumes über {\displaystyle xy} zur Wurzel des anderen Baumes ist dann ein alternierender Pfad mit ungepaartem Anfangs- und Endknoten. Ein solcher Pfad wird {\displaystyle M}-augmentierender Pfad genannt, denn {\displaystyle (M\setminus P)\cup (P\setminus M)} ist ein Matching, das eine Kante mehr enthält als {\displaystyle M}.
Umgekehrt gilt, dass ein Matching {\displaystyle M'}, das mehr Kanten enthält als {\displaystyle M}, einen Teilgraph mit Kantenmenge {\displaystyle (M\setminus M')\cup (M'\setminus M)} ergibt, in dem alle Pfade zwischen {\displaystyle M} und {\displaystyle M'} alternieren, und von denen mindestens {\displaystyle |M'|-|M|} Pfade {\displaystyle M}-augmentierend ohne gemeinsame Knoten sein müssen. {\displaystyle M} ist also genau dann ein maximales Matching, wenn es keinen {\displaystyle M}-augmentierenden Pfad gibt.

### Ungarische Wälder
Bei der Definition der betrachteten Wälder wurde bisher nicht vorausgesetzt, dass ein bipartiter Graph vorliegt. In einem bipartiten Graphen {\displaystyle (U\cup V,E)} gilt aber mehr: Dort liegen die Knoten geraden Abstandes von ihrer Wurzel in {\displaystyle U} oder {\displaystyle V}, je nachdem wo die Wurzel auch liegt. Wenn es dann im Wald keine zwei Knoten {\displaystyle x} und {\displaystyle y} mit {\displaystyle xy\in E} wie im letzten Abschnitt gibt und der Wald auch nicht mehr unter Einhaltung der genannten Eigenschaften vergrößert werden kann, heißt er ein ungarischer Wald. Wegen der Bipartitheit lässt sich dann zeigen, dass das Matching genau dann ein maximales Matching ist, wenn es zu ihm einen ungarischen Wald gibt.

### Algorithmus
Der folgende Algorithmus ist eine Vorstufe zum Algorithmus von Hopcroft und Karp. Er konstruiert zu einem bipartiten Graphen mit Matching {\displaystyle M} einen Wald mit den genannten Eigenschaften, der
- entweder ein ungarischer Wald ist
- oder einen {\displaystyle M}-augmentierenden Pfad liefert.

1. Beginne mit dem Wald, der alle ungepaarten Knoten als Wurzeln enthält, aber keine Kanten.
2. Suche eine Kante von einem Knoten {\displaystyle x} des Waldes mit geradem Abstand von seiner Wurzel zu einem Knoten {\displaystyle y}, der nicht zum Wald gehört oder geraden Abstand von seiner Wurzel hat. Falls es keinen solchen Knoten mehr gibt, ist der Wald ein ungarischer Wald. Beende den Algorithmus.
3. Falls {\displaystyle y} geraden Abstand von seiner Wurzel hat, gibt es einen Pfad gerader Länge von einem ungepaarten Knoten {\displaystyle z} nach {\displaystyle y}. Gib den {\displaystyle M}-augmentierenden Pfad von {\displaystyle x} über {\displaystyle y} nach {\displaystyle z} zurück und beende den Algorithmus.
4. Falls {\displaystyle y} nicht zum Wald gehört, ist {\displaystyle y} gepaart, etwa {\displaystyle yz\in M}: Füge die Knoten {\displaystyle y} und {\displaystyle z} sowie die Kanten {\displaystyle xy} und {\displaystyle yz} zum Wald hinzu und gehe zurück zu Schritt 2.

Zu Beginn wird der Algorithmus mit {\displaystyle M=\emptyset } ausgeführt. Falls er in Schritt 3 mit einem {\displaystyle M}-augmentierenden Pfad {\displaystyle P} endet, wird {\displaystyle M} durch {\displaystyle (M\setminus P)\cup (P\setminus M)} ersetzt und der Algorithmus erneut durchgeführt. Der Fall, dass der Algorithmus in Schritt 2 mit einem ungarischen Wald endet, wobei dann {\displaystyle M} eine maximales Matching ist, muss nach spätestens {\displaystyle (|U|+|V|)/2} Durchläufen des Algorithmus eintreten, weil das Matching im anderen Fall jeweils um zwei Knoten vergrößert wird. Die Laufzeit bei einmaliger Durchführung des Algorithmus ist proportional zur Kantenzahl {\displaystyle |E|}, die Gesamtlaufzeit bei mehrmaliger Durchführung also proportional zum Produkt aus Kanten- und Knotenzahl.

## Beispiel
Der bipartite Graph im Beispiel hat 10 Knoten und 10 Kanten. Im linken Teil sind vor der ersten Phase alle Knoten frei, das Matching ist leer. Alle augmentierenden Pfade werden auf eine einzelne Kante zwischen einem Knoten in {\displaystyle U} und einem Knoten in {\displaystyle V} reduziert. Eine Breitensuche wählt zum Beispiel die Kanten {\displaystyle (u_{0},v_{0}),(u_{1},v_{4}),(u_{2},v_{2}),(u_{4},v_{1})}, indem sie für jeden Knoten in {\displaystyle U} den freien Knoten in {\displaystyle V} mit dem kleinsten Index auswählt. Diese Menge von Pfaden ist maximal, alle haben die gleiche Länge 1, das erhaltene Matching hat die Größe 4 und es verbleiben zwei freie Knoten, {\displaystyle u_{3}} und {\displaystyle v_{3}}.
In der zweiten Phase geht es darum, die Pfade mit minimaler Längenzunahme ausgehend vom einzigen freien Knoten von {\displaystyle U} oder vom einzigen freien Knoten von {\displaystyle V} zu finden. Der angegebene Pfad {\displaystyle (u_{3},v_{0},u_{0},v_{1},u_{4},v_{3})} wechselt zwischen schwarzen Kanten außerhalb des Matchings und roten Kanten innerhalb des Matchings. Er hat die Länge 5. Wir können sehen, dass es keinen Pfad der Länge 3 gibt, aber es gibt einen Pfad der Länge 7, nämlich {\displaystyle (u_{3},v_{4},u_{1},v_{0},u_{0},v_{1},u_{4},v_{3})}. Das Matching, das sich aus der symmetrischen Differenz des vorherigen Matchings mit dem Weg der Länge 5 ergibt, ergibt im Beispiel das Matching der Größe 5. Es ist maximal, weil es keine freien Knoten mehr gibt.

## Gleichzeitige Augmentierung mehrerer Pfade
Die Gesamtlaufzeit des Algorithmus kann verringert werden, wenn mehrere {\displaystyle M}-augmentierende Pfade gleichzeitig betrachtet werden. Es sei {\displaystyle l(M)} die Länge des kürzesten {\displaystyle M}-augmentierenden Pfades. Wir betrachten {\displaystyle M}-augmentierende knotendisjunkte Pfade {\displaystyle P_{1},\ldots ,P_{m}} der Länge {\displaystyle l(M)}, denen sich kein weiterer {\displaystyle M}-augmentierender Pfad der Länge {\displaystyle l(M)} knotendisjunkt hinzufügen lässt. Dann lässt sich zeigen, dass
{\displaystyle l((M\setminus (P_{1}\cup \ldots \cup P_{m}))\cup ((P_{1}\cup \ldots \cup P_{m})\setminus M))>l(M)}
Der genannte Algorithmus kann so zum Algorithmus von Hopcroft und Karp erweitert werden, dass er nicht nur einen augmentierenden Pfad zurückgibt, sondern eine Menge augmentierender Pfade wie gerade betrachtet. Dazu müssen Schritt 2 und 3 als Breitensuche durchgeführt werden, wobei die konstruierten Pfade im Wald erst dann verlängert werden, wenn keine neuen Pfade der bisherigen Länge mehr zu finden sind. Sobald ein Pfad zu einem ungepaarten Knoten führt, also ein augmentierender Pfad ist, brauchen keine Pfade noch größerer Länge mehr betrachtet zu werden.
Ist {\displaystyle M'} ein maximales Matching und {\displaystyle n=|U|+|V|}, so liefert der so erweiterte Algorithmus nach {\displaystyle {\sqrt {n}}} Durchläufen ein Matching {\displaystyle P} mit {\displaystyle l(M)\geq {\sqrt {n}}} und {\displaystyle |M'|-|M|} knotendisjunkte {\displaystyle M}-augmentierende Pfade, deren Länge mindestens {\displaystyle l(M)\geq {\sqrt {n}}} ist. Weil keiner der {\displaystyle n} Knoten in zweien dieser Pfade enthalten ist, muss {\displaystyle |M'|-|M|\leq {\sqrt {n}}} sein, also muss das maximale Matching nach spätestens weiteren {\displaystyle {\sqrt {n}}} Durchläufen erreicht sein. Die Gesamtlaufzeit des Algorithmus von Hopcroft und Karp ist demnach proportional zum Produkt aus Kantenzahl und Quadratwurzel der Knotenzahl.

## Vergleich mit anderen Algorithmen
Für dünne Graphen weist der Algorithmus von Hopcroft und Karp weiterhin die beste Worst-Case-Laufzeit auf. Für dichte Graphen erzielt ein neuerer Algorithmus eine etwas bessere Laufzeit.
Dieser Algorithmus basiert auf der Verwendung des Goldberg-Tarjan-Algorithmus. Wenn das durch diesen Algorithmus erzeugte Matching nahezu optimal ist, wird zum Algorithmus von Hopcroft und Karp gewechselt. Mehrere Autoren haben experimentelle Vergleiche von Algorithmen für bipartite Matchings durchgeführt. Ihre Ergebnisse zeigen tendenziell, dass der Algorithmus von Hopcroft und Karp in der Praxis nicht so gut ist wie in der Theorie. Er wird sowohl durch einfachere Strategien für die Suche nach augmentierenden Pfaden als auch durch Push-Relabel-Techniken übertroffen.

## Programmierung
Das folgende Beispiel in der Programmiersprache C++ zeigt die Implementierung des Algorithmus von Hopcroft und Karp für einen bipartiten Graphen. Der bipartite Graph wird als Klasse BipartiteGraph deklariert. Die Methode HopcroftKarp verwendet Breitensuche und Tiefensuche. Bei der Ausführung des Programms wird die Methode main verwendet, die die Liste der markierten Knoten auf der Konsole ausgibt.
```
#include
 
<list>

#include
 
<queue>

#include
 
<iostream>

using
 
namespace
 
std
;

#define NIL 0

#define INF INT_MAX

// Deklariert den Datentyp für die Knoten des Graphen

struct
 
Node

{

    
int
 
index
;

    
string
 
value
;

    
Node
*
 
next
;

};

// Deklariert die Klasse für den bipartiten Graphen

class
 
BipartiteGraph

{

    
int
 
count1
,
 
count2
;
 
// Anzahl der Knoten auf der linken und rechten Seite des bipartiten Graphen

    
list
<
Node
>*
 
adjacencyList
;
 
// Anzahl der Knoten auf der linken und rechten Seite des bipartiten Graphen

    
Node
*
 
pair1
,
 
*
 
pair2
;
 
int
 
distance
[];
 
// Basiszeiger, die in der Methode HopcroftKarp verwendet werden

// Deklariert die Interfaces für die Methoden

public
:

    
BipartiteGraph
(
int
 
count1
,
 
int
 
count2
);
 
// Konstruktor

    
void
 
AddEdge
(
Node
*
 
startNode
,
 
Node
*
 
targetNode
);

    
bool
 
BreadthFirstSearch
();

    
bool
 
DepthFirstSearch
(
Node
*
 
startNode
);

    
int
 
HopcroftKarp
();

};

// Gibt die Matchingzahl des maximalen Matching zurück

int
 
BipartiteGraph::HopcroftKarp
()

{

    
pair1
 
=
 
new
 
Node
[
count1
 
+
 
1
];
 
// Speichert ein Paar von Knoten, wobei pair1[u] eine Ecke auf der linken Seite des bipartiten Graphen ist. Wenn nicht vorhanden, wird der Nullzeiger NIL gespeichert.

    
pair2
 
=
 
new
 
Node
[
count2
 
+
 
1
];
 
// Speichert ein Paar von Knoten, wobei pair1[v] eine Ecke auf der rechten Seite des bipartiten Graphen ist. Wenn nicht vorhanden, wird der Nullzeiger NIL gespeichert.

    
// Initialisiert die Paare mit dem Nullzeiger NIL

    
for
 
(
int
 
i
 
=
 
0
;
 
i
 
<=
 
count1
;
 
i
++
)

    
{

        
(
&
pair1
)[
i
]
 
=
 
NIL
;

    
}

    
for
 
(
int
 
i
 
=
 
0
;
 
i
 
<=
 
count2
;
 
i
++
)

    
{

        
(
&
pair2
)[
i
]
 
=
 
NIL
;

    
}

    
int
 
result
 
=
 
0
;
 
// Initialisierung

    
while
 
(
BreadthFirstSearch
())

    
{

        
for
 
(
int
 
i
 
=
 
1
;
 
i
 
<=
 
count1
;
 
i
++
)

        
{

            
Node
*
 
node
 
=
 
&
pair1
[
i
];

            
if
 
(
node
 
==
 
NIL
 
&&
 
DepthFirstSearch
(
node
))

            
{

                
result
++
;

            
}

        
}

    
}

    
return
 
result
;

}

// Gibt true zurück, wenn es einen augmentierenden Pfad gibt, sonst false

bool
 
BipartiteGraph::BreadthFirstSearch
()

{

    
queue
<
Node
>
 
nodeQueue
;

    
for
 
(
int
 
i
 
=
 
1
;
 
i
 
<=
 
count1
;
 
i
++
)

    
{

        
Node
*
 
node
 
=
 
&
pair1
[
i
];

        
if
 
(
node
 
==
 
NIL
)

        
{

            
distance
[
i
]
 
=
 
0
;

            
nodeQueue
.
push
(
*
node
);

        
}

        
else

        
{

            
distance
[
i
]
 
=
 
INF
;

        
}

    
}

    
distance
[
NIL
]
 
=
 
INF
;

    
while
 
(
!
nodeQueue
.
empty
())

    
{

        
int
 
currentIndex
 
=
 
nodeQueue
.
front
().
index
;

        
nodeQueue
.
pop
();

        
if
 
(
distance
[
currentIndex
]
 
<
 
distance
[
NIL
])

        
{

            
list
<
Node
>::
iterator
 
i
;

            
for
 
(
i
 
=
 
adjacencyList
[
currentIndex
].
begin
();
 
i
 
!=
 
adjacencyList
[
currentIndex
].
end
();
 
++
i
)

            
{

                
Node
*
 
node
 
=
 
&
pair2
[(
*
i
).
index
];

                
int
 
index
 
=
 
(
*
node
).
index
;

                
if
 
(
distance
[
index
]
 
==
 
INF
)

                
{

                    
distance
[
index
]
 
=
 
distance
[
currentIndex
]
 
+
 
1
;

                    
nodeQueue
.
push
(
*
node
);

                
}

            
}

        
}

    
}

    
return
 
(
distance
[
NIL
]
 
!=
 
INF
);

}

// Gibt true zurück, wenn es einen augmentierenden Pfad mit startNode gibt, sonst false

bool
 
BipartiteGraph::DepthFirstSearch
(
Node
*
 
startNode
)

{

    
int
 
startIndex
 
=
 
startNode
->
index
;
 
//

    
if
 
(
startNode
 
!=
 
NIL
)

    
{

        
list
<
Node
>::
iterator
 
i
;

        
for
 
(
i
 
=
 
adjacencyList
[
startIndex
].
begin
();
 
i
 
!=
 
adjacencyList
[
startIndex
].
end
();
 
++
i
)

        
{

            
Node
 
j
 
=
 
*
i
;

            
if
 
(
distance
[
pair2
[
startIndex
].
index
]
 
==
 
distance
[
startIndex
]
 
+
 
1
)

            
{

                
if
 
(
DepthFirstSearch
(
&
pair2
[
startIndex
]))

                
{

                    
pair2
[
startIndex
]
 
=
 
*
startNode
;

                    
pair1
[
startIndex
]
 
=
 
j
;

                    
return
 
true
;

                
}

            
}

        
}

        
distance
[
startIndex
]
 
=
 
INF
;
 
// Es gibt keinen augmentierenden Pfad, der mit startNode beginnt.

        
return
 
false
;

    
}

    
return
 
true
;

}

// Konstruktor mit der Anzahl count1 und count2

BipartiteGraph
::
BipartiteGraph
(
int
 
count1
,
 
int
 
count2
)

{

    
this
->
count1
 
=
 
count1
;

    
this
->
count2
 
=
 
count2
;

    
adjacencyList
 
=
 
new
 
list
<
Node
>
[
count1
 
+
 
1
];

}

// Diese Methode verbindet die Knoten startNode und targetNode miteinander.

void
 
BipartiteGraph
::
AddEdge
(
Node
*
 
startNode
,
 
Node
*
 
targetNode
)

{

    
adjacencyList
[(
*
startNode
).
index
].
push_back
(
*
targetNode
);

}

// Hauptmethode, die das Programm ausführt

int
 
main
()

{

    
// Deklariert und initialisiert 4 Knoten

    
Node
 
node1
 
=
 
Node
{
 
1
,
 
"A"
,
 
NIL
 
};

    
Node
 
node2
 
=
 
Node
{
 
2
,
 
"B"
,
 
NIL
 
};

    
Node
 
node3
 
=
 
Node
{
 
3
,
 
"C"
,
 
NIL
 
};

    
Node
 
node4
 
=
 
Node
{
 
4
,
 
"D"
,
 
NIL
 
};

    
// Verbindet Knoten des Graphen miteinander

    
BipartiteGraph
 
bipartiteGraph
(
4
,
 
4
);

    
bipartiteGraph
.
AddEdge
(
&
node1
,
 
&
node2
);

    
bipartiteGraph
.
AddEdge
(
&
node1
,
 
&
node3
);

    
bipartiteGraph
.
AddEdge
(
&
node2
,
 
&
node1
);

    
bipartiteGraph
.
AddEdge
(
&
node3
,
 
&
node2
);

    
bipartiteGraph
.
AddEdge
(
&
node4
,
 
&
node2
);

    
bipartiteGraph
.
AddEdge
(
&
node4
,
 
&
node4
);

    
cout
 
<<
 
"Size of maximum matching is "
 
<<
 
bipartiteGraph
.
HopcroftKarp
();
 
// Ausgabe auf der Konsole

}

```